# پنلوپه بلکمور
پنه‌لوپه بلکمور (به انگلیسی: Penelope Blackmore) ژیمناست زادهٔ ۲۳ آوریل ۱۹۸۴ میلادی اهل کشور استرالیا است.